# 黃大仙區

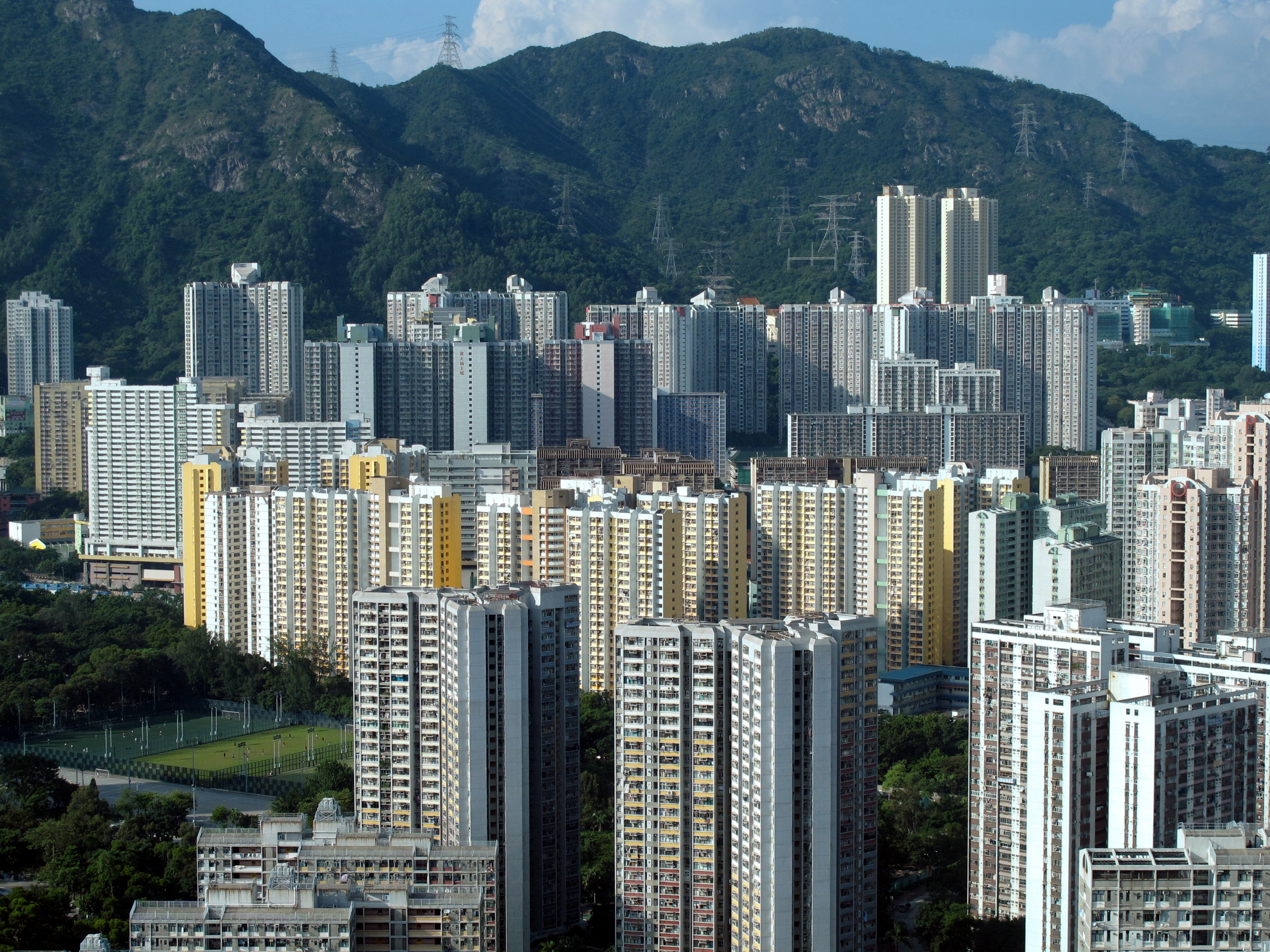
黃大仙

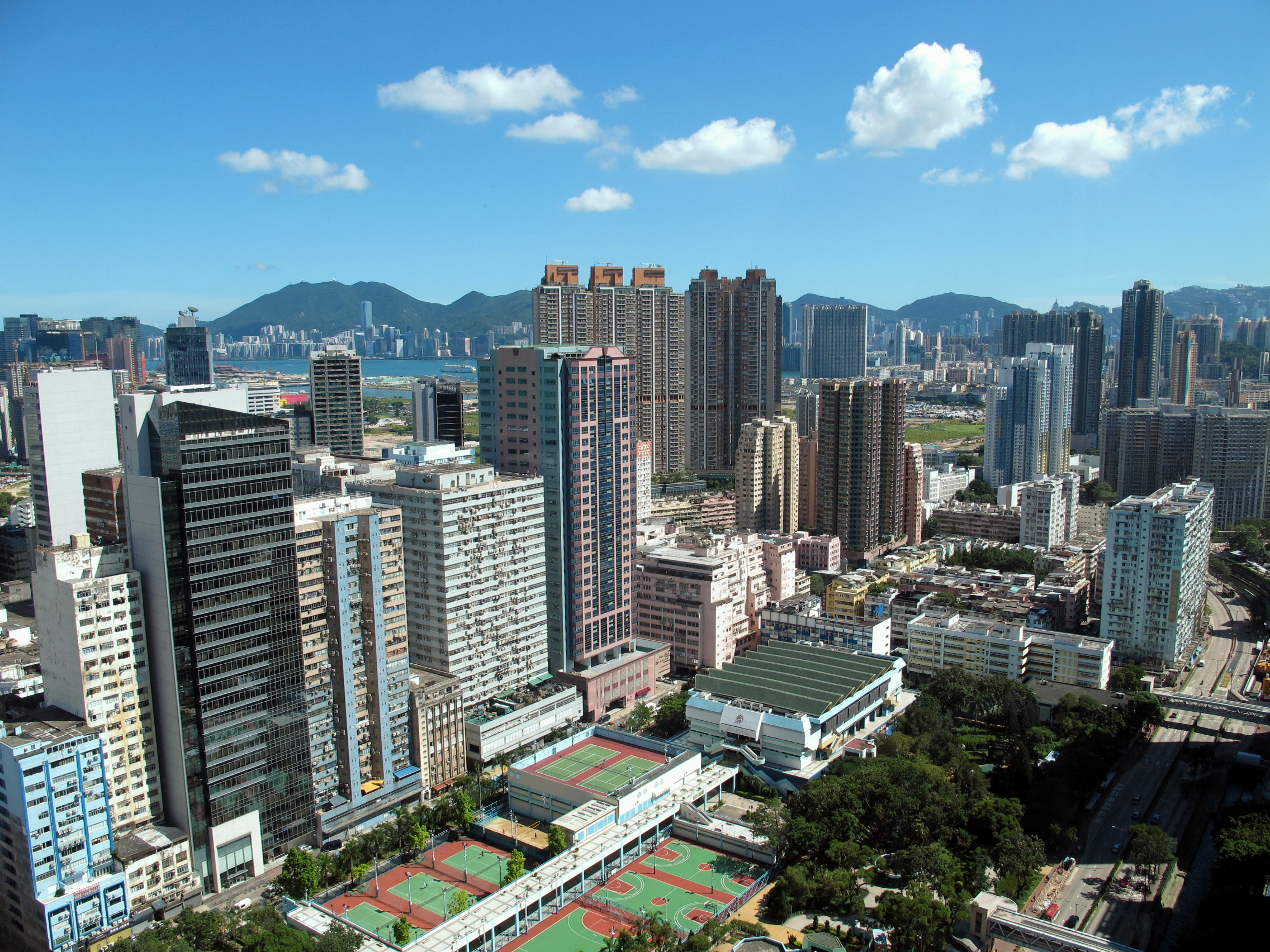
新蒲崗

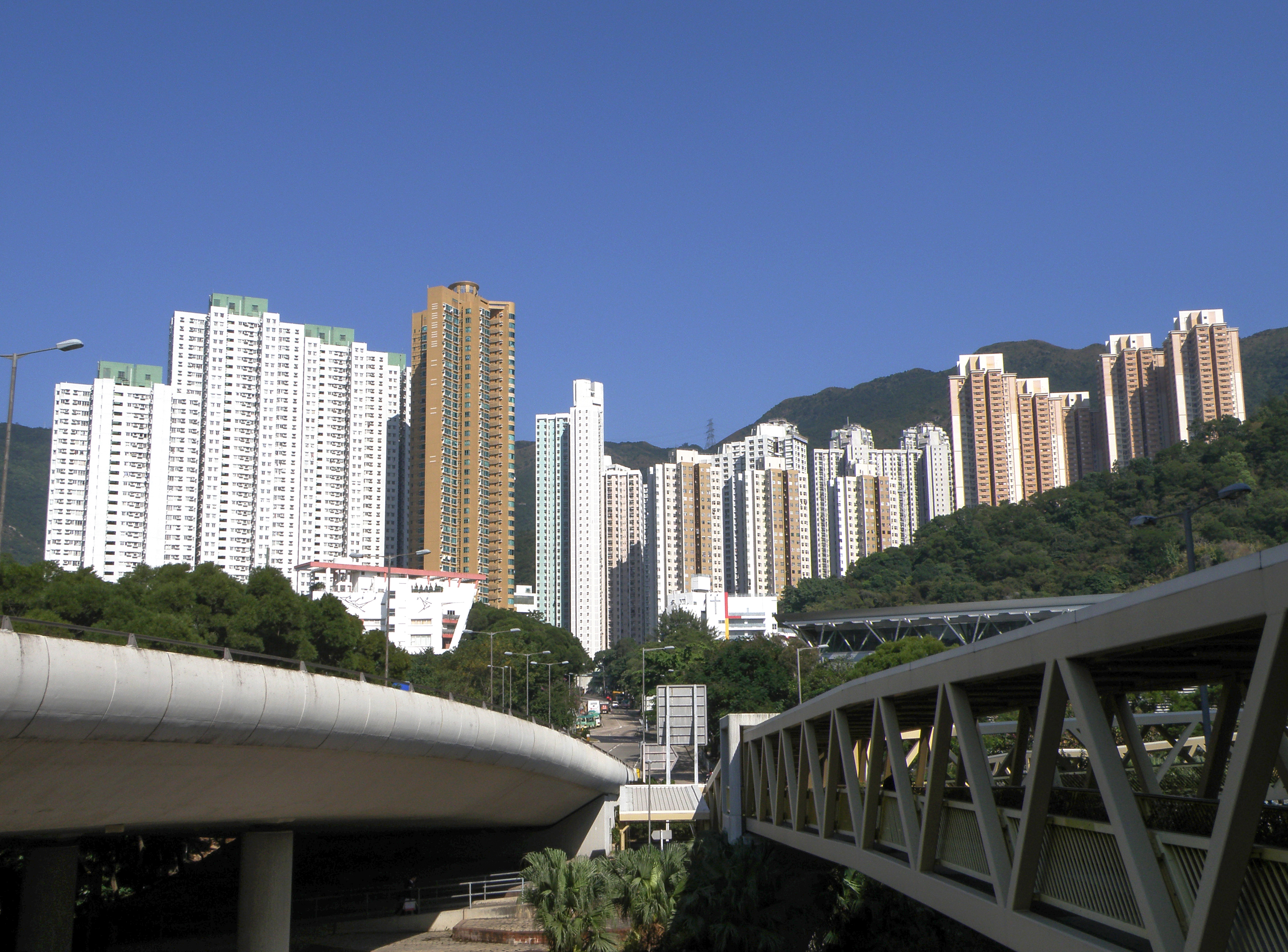
斧山

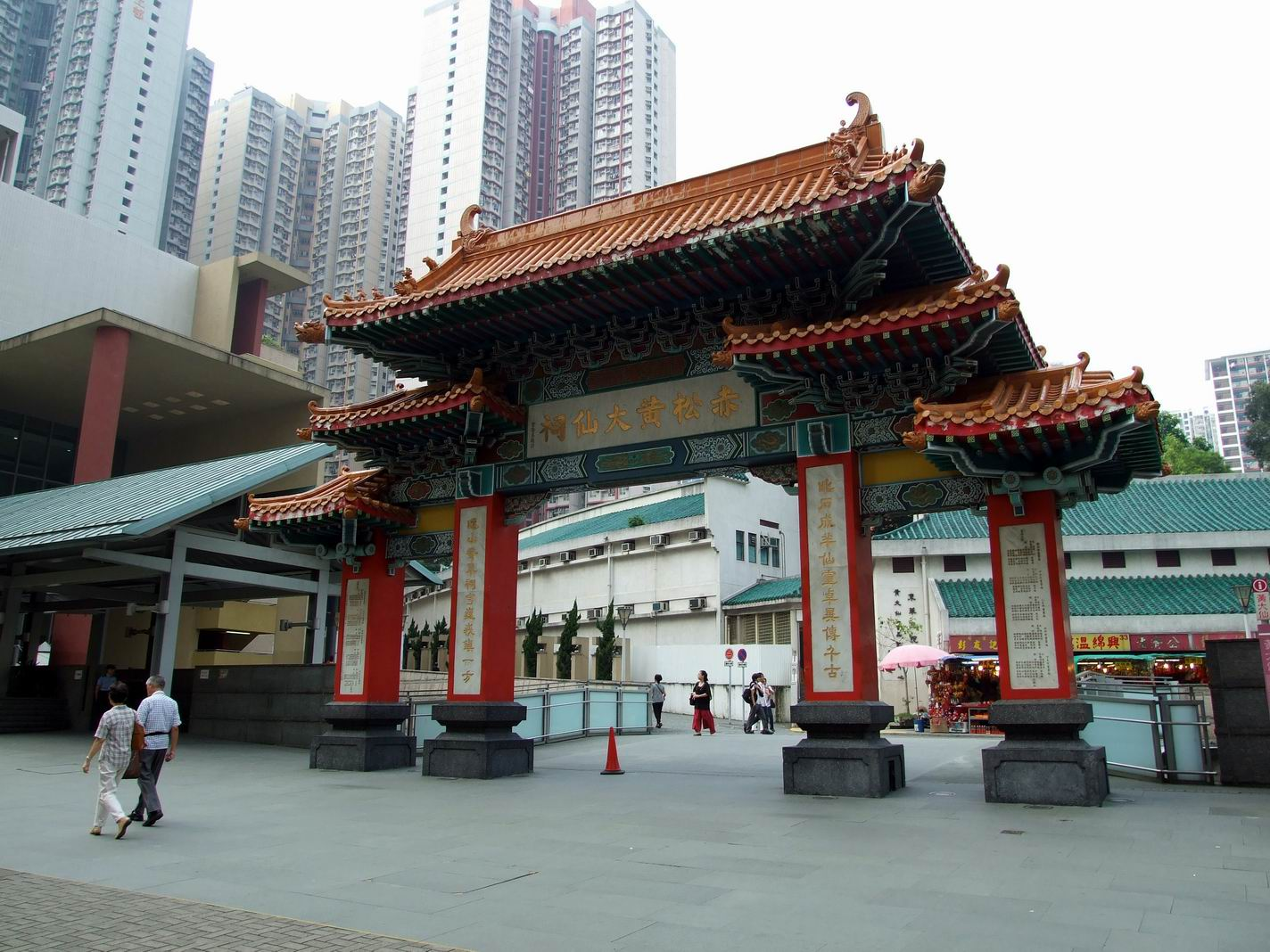
黃大仙祠牌樓是黃大仙區的地標之一

黃大仙區（英語：Wong Tai Sin District）是香港十八區中的一個行政區，位於香港九龍半島東北部，原屬新界，面積為926公頃，以轄內有赤松黃大仙祠得名。
截至2021年，黃大仙區人口為406,802人。黃大仙區亦是全香港唯一沒有海岸線的區份；其東面以飛鵝山、東山、象山與西貢區為界，以清水灣道、龍翔道（清水灣道與觀塘道之間）與觀塘區為界，西面則沿聯合道（東頭村道與竹園道之間）、竹園道（廣播道、聯合道與橫跨龍翔道天橋之間）的竹園道與九龍城區的九龍仔、九龍城為界，南接太子道東、東頭村道（東正道與聯合道之間）、東正道、沙浦道、賈炳達道與九龍城區啟德和九龍城為界，北以沙田坳道（法藏寺以北大約750米至飛鵝山道之間一段沙田坳道屬沙田區，道路以南屬黃大仙區）、竹園北邨、翠竹花園以北獅子山（獅子山山頂屬沙田區，山頂以南屬黃大仙區）與沙田區為界。

## 地理
黃大仙區位於九龍半島東面，北方背靠獅子山、大老山及慈雲山，東臨飛鵝山，包括竹園、黃大仙、馬仔坑、元嶺、牛池灣、彩雲、彩虹、富山、瓊山、宏景花園、鑽石山、慈雲山、斧山、樂富、橫頭磡、新蒲崗、翠竹等地方，因此本區亦成全香港唯一無海岸線的行政區。
啟德明渠源自慈雲山，至蒲崗村道成為明渠，沿彩虹道至太子道東，經啟德下的暗渠流入前啟德機場跑道和觀塘間水道。
黃大仙區以住宅為主，工業樓宇集中在新蒲崗北部工業區。
牛池灣原名「龍池灣」，明朝時被義大利傳教士訛稱為「牛屎灣」，到了清朝時期改名為牛池灣。
樂富原名「老虎岩」，簡稱「老虎」，因原名帶有「煞氣」，遂雅化成現有名字。
鑽石山本是一個石礦，名字是「將石塊鑽出」的意思，香港政府把此地名繙譯成英文時，誤解了鑽（動詞）石山為鑽石（名詞）山，把它命名了做「Diamond Hill」。
2000年代中期起，有一部份信奉基督教的居民認為「黃大仙區」一名有道教及中國民間信仰色彩，並建議改以「竹園區」或「慈黃區」（「慈雲山」、「黃大仙祠」的合稱）取代，但有關建議從未獲政府當局理會，並被民眾指稱不懂尊重傳統文化。

## 本區歷史沿革

### 宋代至明代
根據族譜及《新安縣志》，南宋時，蒲崗村（今新蒲崗）、衙前圍村已陸續開村；而大磡村也曾發現兩宋時期的銅錢。至於宋代以前的情况，由於未有相關文物出土，目前未能證實。

### 清朝

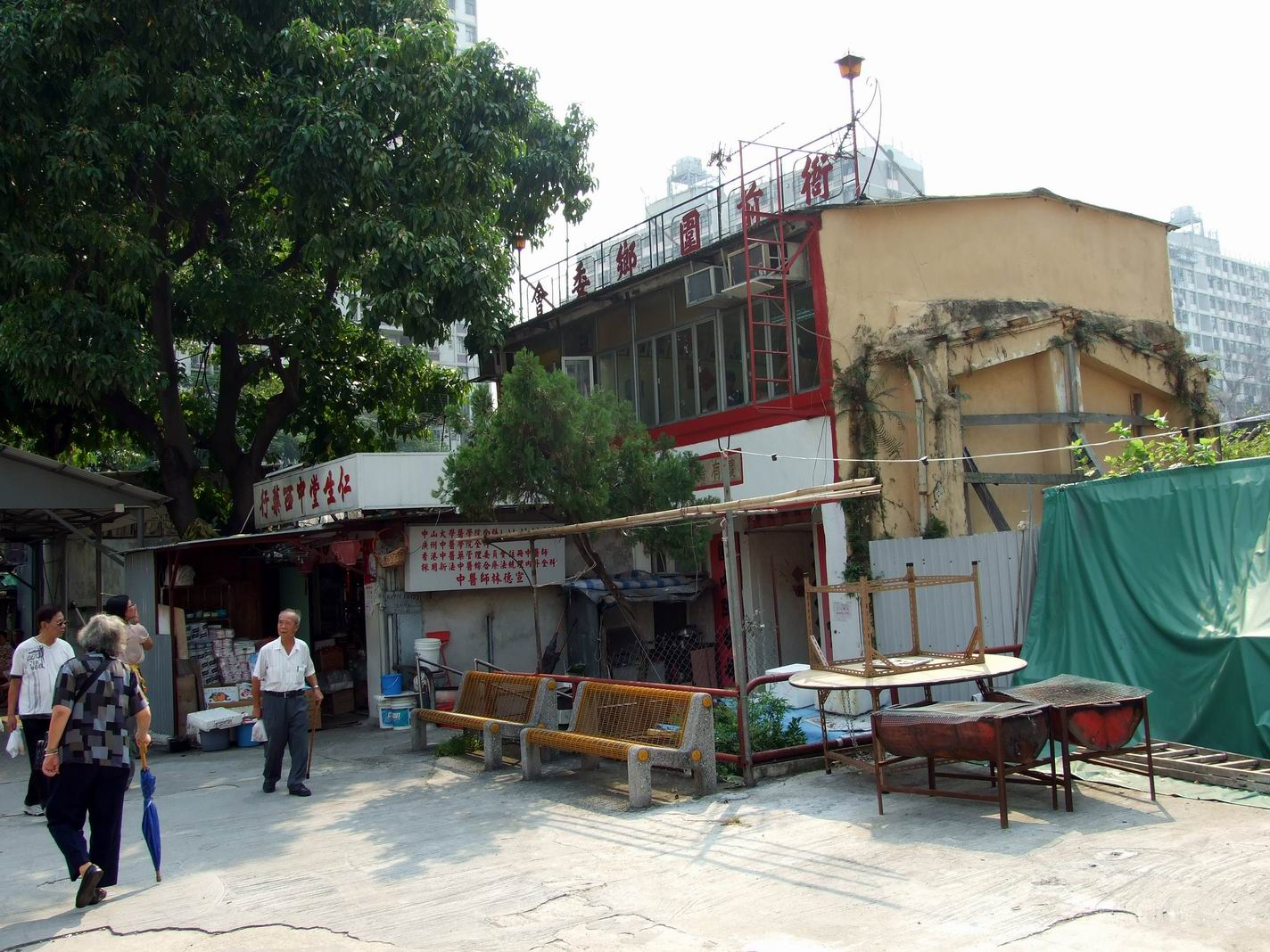
衙前圍村

康熙廿七年（1688年）刊行的《新安縣志》中，新安縣下分三鄉（恩德鄉、延福鄉及歸城鄉）、七都、五十七圖，合共509條村莊，黃大仙區屬延福鄉五都，五都中有「衙前村」（衙前圍村）及「莆岡村」（蒲崗村）。而到嘉慶廿四年（1819年）刊行的《新安縣志》中，新安縣下分四區，黃大仙區一帶由官富司管轄，其下有「衙前村」、「莆岡村」及「牛池灣」（牛池灣村）三村。
1866年意大利傳教士佛倫特里（Volonteri）繪制中英對照的《新安縣全圖》，在今日黃大仙區範圍內標示了「竹園」（Chuk-ün，即竹園村）、「寶岡」（Pau-kong，即蒲崗村）、「衙前」（Nga-ts'in，即衙前圍村）、「大庵」（Tai-um，即大磡村）、「圓嶺」（Un-ling，即元嶺村）、「牛屎灣」（Ngau-shi-wan，即牛池灣村）及沒有英語標示的「弘莆」（疑為彭莆圍）。

### 英治初期
光緒廿四年（1898年）清政府與英國簽訂《展拓香港界址專條》，將界限街以北到深圳河的地區包括大嶼山等235個離島租借予英國99年，黃大仙區自此劃歸英國殖民地香港管治。
1937年，香港政府刊憲把界限街以北及獅子山以南，劃為「新九龍」4區，分別為「九龍城區」、「九龍塘區」、「深水埗區」及「荔枝角區」，黃大仙區在「九龍城區」內。

### 日佔時期
1941年日本侵佔香港，翌年成立香港佔領地總督部，將全香港分為28個區（香港島12區、九龍8區及新界7區，其後於九龍增加「啟德區」），每區由「區役所」（其後更名「區政所」）管治。日佔時期黃大仙區仍未成立，所屬地區約為當時的「元區」（即九龍城）及「啟德區」內。
日軍擴建啟德機場，從1942到1943年強行遷拆附近的村落，歷史悠久的蒲崗村整條村亦被拆除。

### 英治後期

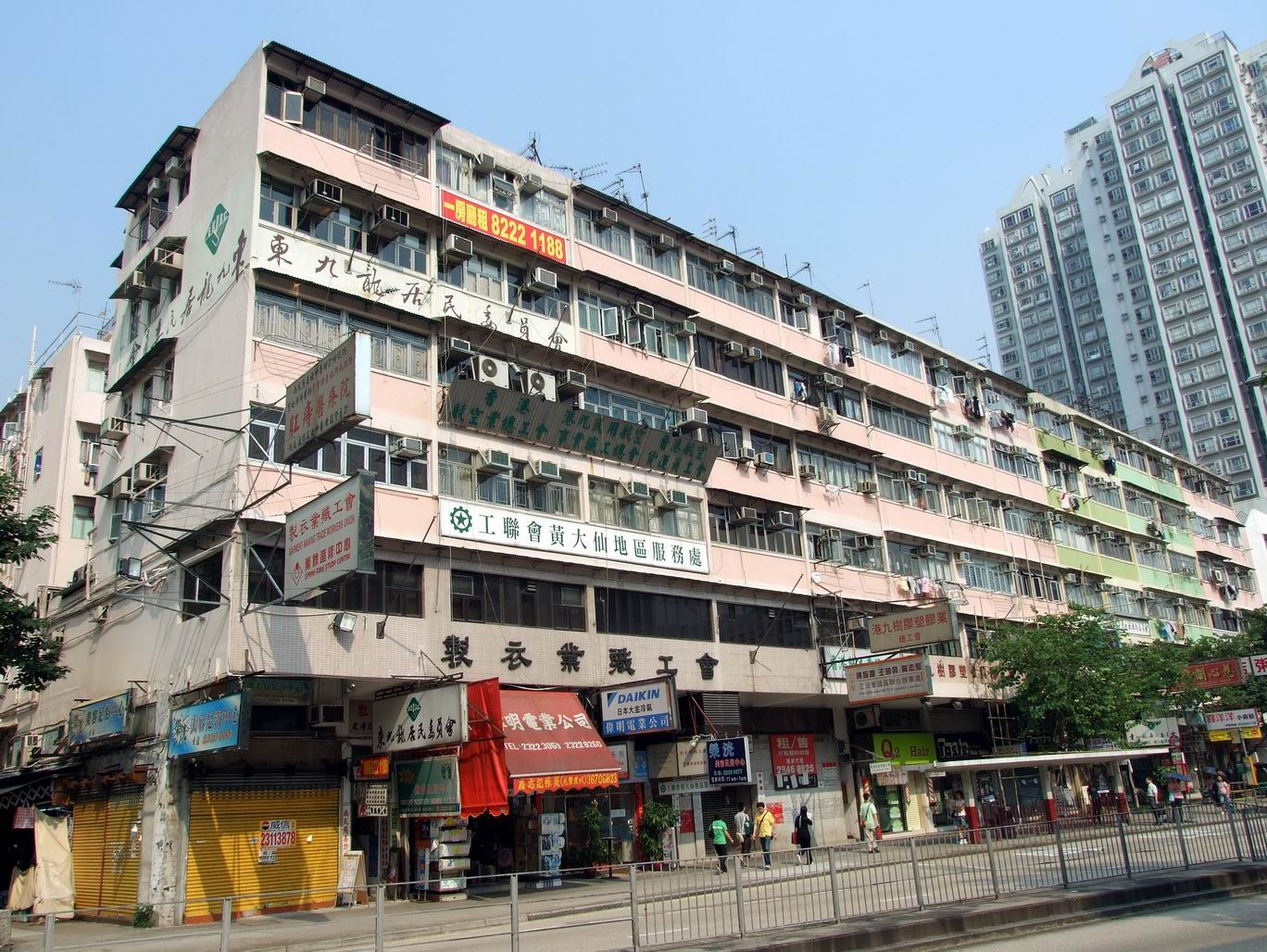
東九龍居民委員會

地鐵修正早期系統路綫圖

1957年香港政府強行清拆竹園鄉，東九龍的主要鄉村組成「九龍十三鄉聯合支援竹園村民會」爭取合理賠償及安置，唯政府不顧民情，派出軍警強行清拆，並將部份鄉民遞解出境，更引發中英兩國外交風波。最後在英國國會議員斡旋下，政府作出讓步，以換地方式收回私人土地，對受影響農戶除按農作物種類賠償青苗費，按開荒時間給予每平方呎最高六毫的開荒費外，更編配徙置區舖位以轉業維生，廠戶則編配徙置工廠大廠單位繼續經營等，事件才得以平息。12月29日，鄉民接納建議將組織正名為「九龍十三鄉委員會」，1964年正式註冊為合法社團，其後因應社會環境變遷於1986年易名為「東九龍居民委員會」，繼續在區內活躍。
香港政府於1968年設立民政處，翌年（1969年）發表《民政主任工作檢討報告書》，決定加強地區之間的溝通，將香港島分為4區、九龍6區（黃大仙區、深水埗區、旺角區、油麻地區、九龍城區及觀塘區，合併新舊九龍），而新界則分為7區，黃大仙區正式成為香港地區行政區之一。
1981年香港政府推行《地方行政白皮書》，將全港劃分為18個行政區，每區設地區管理委員會及區議會。黃大仙區議會於1981年5月6日成立，首屆區議會議員由政府委任，下設12分區，人口約58萬。

### 歷史年表
- 1921年，黃大仙祠在竹園村現址設壇，名為「赤松仙館」。
- 1925年，香港首個民用機場啟德機場落成啟用，位置於現時新蒲崗一帶。
- 1940年代後期國共內戰，大批中國大陸難民擁入，在黃大仙及竹園等地搭建寮屋區。
- 1951年11月21日東頭村寮屋區發生大火，受災達8,000人。政府於東頭村興建平房區安置災民。
- 1957年，老虎岩徙置區及黃大仙下邨相繼落成入伙。
- 1958年9月，政府完成於九龍灣的填海工程，把啟德機場南移，在原有位置興建了新蒲崗工業區及太子道東。
- 1961年，龍翔道通車。
- 1967年，新蒲崗「香港人造花廠」因勞資糾紛，最終引發漫延全港的六七暴動。
- 1967年，六七暴動後，獅子山隧道（第一管道）通車，九龍出口左邊支路連接黃大仙區。
- 1969年，政府發表《民政主任工作檢討報告書》，黃大仙區正式成立。
- 1979年10月1日，地下鐵路修正早期系統通車，成為香港最早擁有地鐵車站的四個區之一。及後變成觀塘綫。
- 1991年，全長約4公里的大老山隧道通車。
- 2020年2月14日，港鐵屯馬綫一期通車，鑽石山站成為轉車站。及後屯馬綫於2021年6月27日全綫通車。

## 行政區劃

### 民政事務專員
現任黃大仙區民政事務專員為胡鉅華，於2023年9月3日接替黃智華出任該區專員。

#### 歷任黃大仙民政事務專員
- 賴黃淑嫻女士（任期：1997年－2000年1月23日）
- 鄧仲敏女士（任期：2000年1月24日－2006年2月19日）
- 黃珍妮女士（任期：2006年2月20日－2010年5月9日）
- 蕭偉全先生（任期：2010年5月10日－2013年11月24日）
- 蔡馬安琪女士（任期：2013年11月25日－2016年10月26日）
- 江潤珊女士（任期：2016年10月27日－2020年7月17日）
- 黃智華先生（任期：2020年7月18日－2023年9月2日）
- 胡鉅華先生（任期：2023年9月3日至今）

### 區議會
黃大仙區議會負責就該區的社區設施、衞生環境、運輸及交通、房屋政策及居住環境改善等事宜，向政府反映意見。
黃大仙區議會是香港十八個區議會之一，負責協助處理黃大仙區的事務，共有20名議員，由4名民選議員、8名地區委員會界別議員及8名委任議員組成。

### 分區委員會
現時黃大仙區分為四個分區會，包括：中分區，西南分區，東分區及北分區。

### 統計資料
根據2021年的人口普查資料，黃大仙區的人口資料如下：
| 人口特徵 - 人口： 406,802 人 - 15歲以下： 8.9% - 15至24歲： 8.2% - 25至44歲： 25.4% - 45歲至64歲： 34.5% - 65歲及以上： 23.0% - 年齡中位數： 50.1 歲 - 十五歲及以上從未結婚人口比例 - 男性： 33.6% - 女性： 28.5% 教育 - 15歲及以上人口具專上教育程度比例： 24.6% 勞動人口特徵 - 勞動人口： 209,093 人 - 勞動人口參與率 - 男性： 63.5% - 女性： 50.5% - 合計： 56.4% - 每月主要職業收入中位數（不包括外籍家庭傭工）： 17,000 港元 | 住戶特徵 - 家庭住戶數目： 147,085 戶 - 家庭住戶平均人數： 2.7 人 - 家庭住戶每月收入中位數： 23,520 港元 房屋特徵 - 有家庭住戶居住的屋宇單位數目： 147,029 個 - 每個屋宇單位的平均家庭住戶數目： 1.000 戶 - 自置居所住戶在家庭住戶總數目中所佔的比例： 41.6% - 家庭住戶每月按揭供款及借貸還款中位數： 8,500 港元 - 按揭供款及借貸還款與收入比率中位數： 19.2% - 家庭住戶每月租金中位數： 2,430 港元 - 租金與收入比率中位數： 13.2% - 居所樓面面積中位數： 38平方米 |

## 社區環境
黃大仙區有超過85%居民都是住於公營房屋，包括公共屋邨、租者置其屋屋苑、居者有其屋屋邨、私人參建居屋、房協居屋、夾心階層住屋計劃屋苑、或由政府興建的自置樓宇。

### 公共屋邨
1957年老虎岩徙置區及黃大仙徙置區首先落成，到1960年代是黃大仙區公共屋邨建造興盛時期，東頭徙置區、橫頭磡徙置區、黃大仙龍翔道廉租屋、彩虹邨、慈雲山徙置區及慈雲山沙田坳廉租屋先後落成入伙，共有66座的慈雲山邨規模最大。1970年代有較大規模的彩雲邨，及後富山邨建成後，由於土地供應有限及舊邨老化失修，政府開始拆卸及重建舊屋邨，新建的屋邨只有1980年代的竹園南邨、1990年代的鳳德邨及2020年代的啟鑽苑第一期，目前黃大仙區有23個公共屋邨。現時美東邨第五期正在興建中。

### 居屋屋苑
1980年代政府推行居者有其屋計劃，以低廉價格讓市民自置居所。黃大仙區先後建成新麗花園、天馬苑、龍蟠苑及翠竹花園等居屋屋苑。而鳳禮苑、鳳鑽苑、慈愛苑、慈安苑、嘉強苑及富強苑於1990年代相繼落成。而在大磡村原地興建新居屋啟翔苑於2023年7月落成。
1998年起，政府經租者置其屋計劃先後出售了鳳德邨（1991年）、竹園北邨（1989年）、黃大仙下（一）邨（1989年）、東頭（二）邨（1982年）予原租住住戶。

### 綠表置居先導計劃屋苑
- 2017年落成的景泰苑
- 2024年落成的啟鑽苑第二期

### 興建中
- 美東邨第五期

### 主要私人屋苑

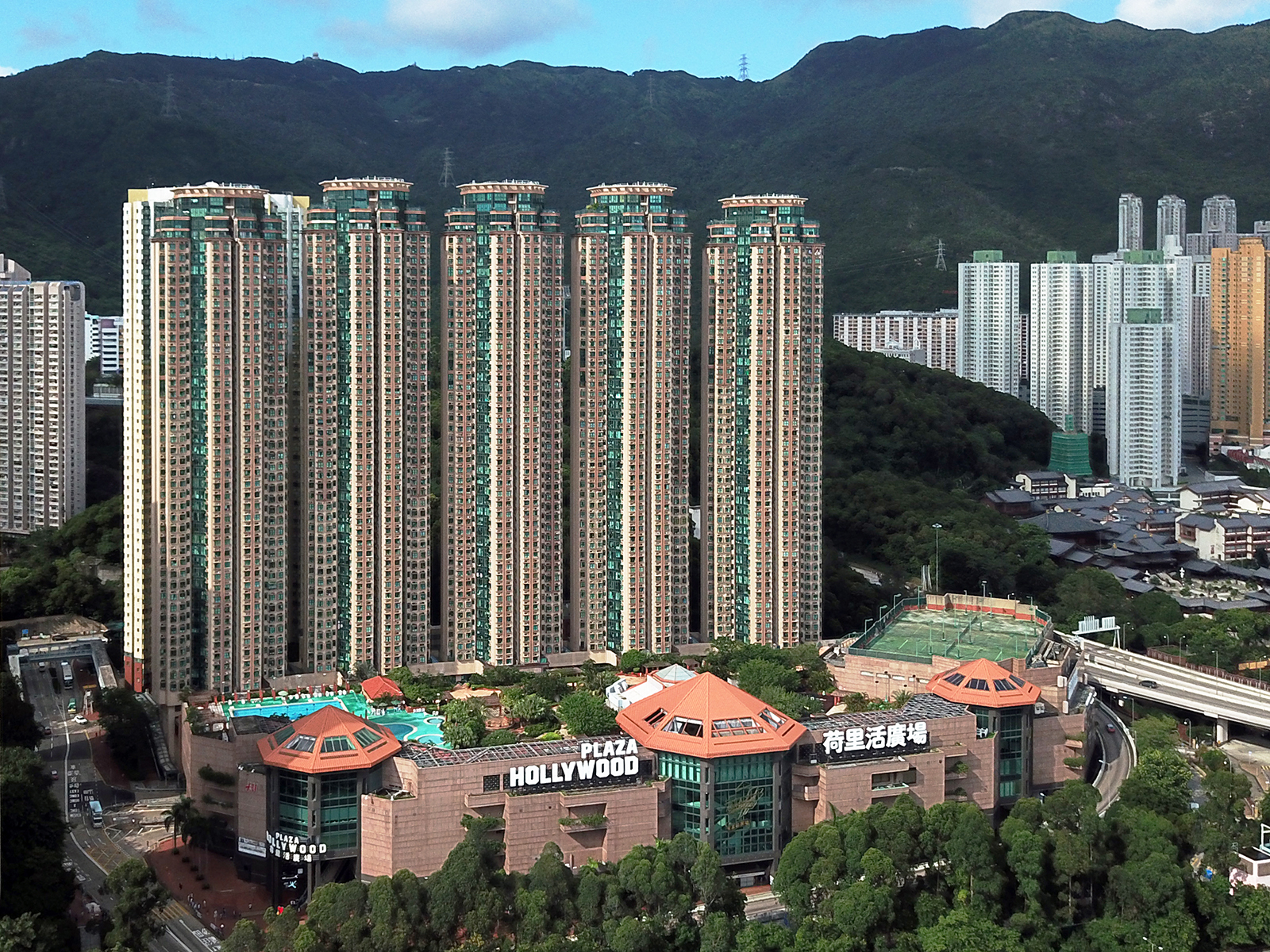
星河明居

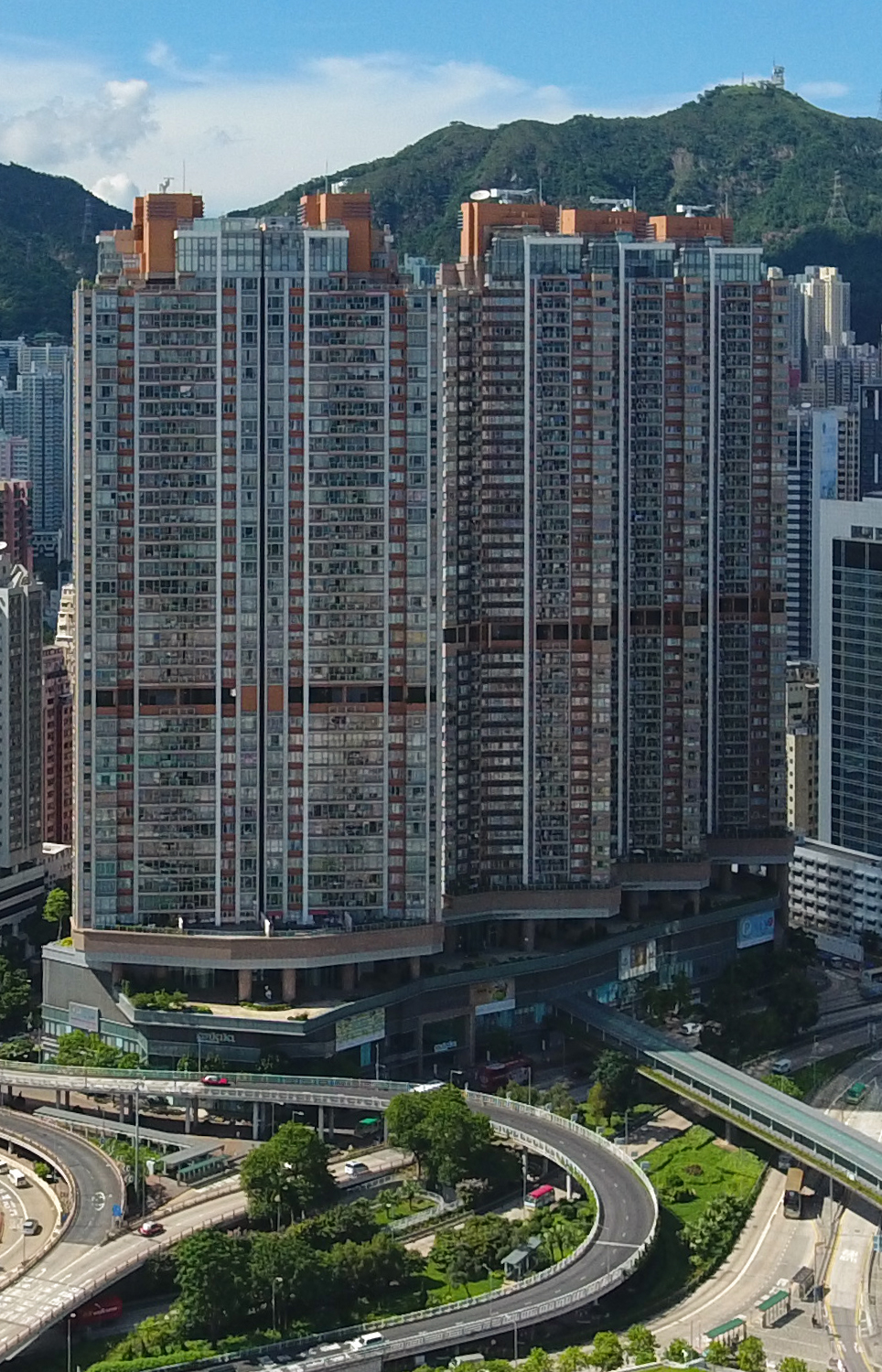
譽·港灣

| 名稱       | 入伙年份 | 座數 | 發展商     | 備註 | 居民數目（2011年） |
| 豪苑       | 1985年   | 3座  | 華懋       | 位於黃大仙龍翔道110號，基座為翔盈里商場 | --                 |
| 新光中心   | 1986年   | 2座  | 新鴻基地產 | 位於黃大仙龍翔道120號 | --                 |
| 海港花園   | 1990年   | 3座  | 信和集團   | 位於牛池灣斧山山腳豐盛街 | 1,284人            |
| 曉暉花園   | 1999年   | 4座  | 新鴻基地產 | 位於飛鵝山腳清水灣道豐盛街 | --                 |
| 星河明居   | 1998年   | 5座  | 會德豐     | 位於鑽石山龍蟠街鑽石山站上蓋，基座為荷里活廣場 | 5,012人            |
| 帝峰豪苑   | 2000年   | 單幢 | 承褔投資   | 位於鑽石山斧山道，共36層（不設4、14、24及34樓），地下至3樓為停車場                                                                                 | --                 |
| 匯豪山     | 2008年   | 單幢 | 爪哇控股   | 位於九龍慈雲山，是一52層高的單幢式住宅 | --                 |
| 秀芳花園   | 1981年   | 單幢 | 合和實業   | 位於九龍黃大仙，樓高35層，由於大廈建於斜路上，基座最底半層為秀芳花園商場，對上5層為停車場（入口設於蒲崗里），住宅樓層則由7樓開始，故最頂層為41樓。 | --                 |
| 新蒲崗廣場 | 1996年   | 2座  | 南豐集團   | 位於新蒲崗崇齡街 | --                 |
| 越秀廣場   | 1995年   | 2座  | 越秀集團   | 位於新蒲崗寧遠街，前身是麗宫戲院 | --                 |
| 譽·港灣    | 2011年   | 7座  | 新鴻基地產 | 位於新蒲崗太子道東，基座為Mikiki商場，前身是新蒲崗裁判法院                                                                                         | --                 |
| 現崇山     | 2012年   | 8座  | 嘉里建設   | 位於黃大仙睦鄰街，前身是黃大仙警察宿舍，近沙田坳道及黃大仙中心南館                                                                                 | --                 |

### 村落及平房區
黃大仙區的古舊村落經歷清朝的遷海令、日佔時期拓展啟德機場及戰後的市區重建計劃，包括元嶺村、沙浦村、坪石村、坪頂村、沙地園村等已消失無存。二戰後中華民國國內大量難民湧入，在老虎岩、東頭村及鑽石山一帶搭建木屋居住。1951年東頭村大火，受災人眾，政府建成東頭平房區容納災民。
- 衙前圍村（2016年已清拆）
- 竹園村（已清拆，現為竹園村，餘下竹園聯合村，也於2025年中被清拆。）
- 牛池灣村（將會清拆）
- 蒲崗村（已拆卸，現為慈雲山毓華里一帶。）
- 博愛村（東頭平房區，2001年清拆，現為美東邨美仁樓。）
- 培民村（東頭平房區，2001年清拆，現為美東邨美德樓。）
- 東和村（已清拆，現為美東邨重建第五期。）
- 潮平新村（已清拆，現為美東邨重建第五期。）
- 何家園（寮屋區，2001年已清拆。）
- 馬仔坑村（已清拆，現為馬仔坑遊樂場。）
- 大磡村（已清拆，南部現為港鐵屯馬綫鑽石山站、啟鑽苑及啟翔苑，北部現時為龍蟠苑、悅庭軒、星河明居及荷里活廣場）
- 上元嶺村（已清拆，現為南蓮園池、宏景花園、志蓮淨苑一帶。）
- 下元嶺村（已清拆，現為斧山道迴旋處）
- 大磡窩村
- 平頂村
- 獅子山上村（已清拆，現為鵬程苑、翠竹花園。）
- 獅子山下村（已清拆，現為翠竹花園。）

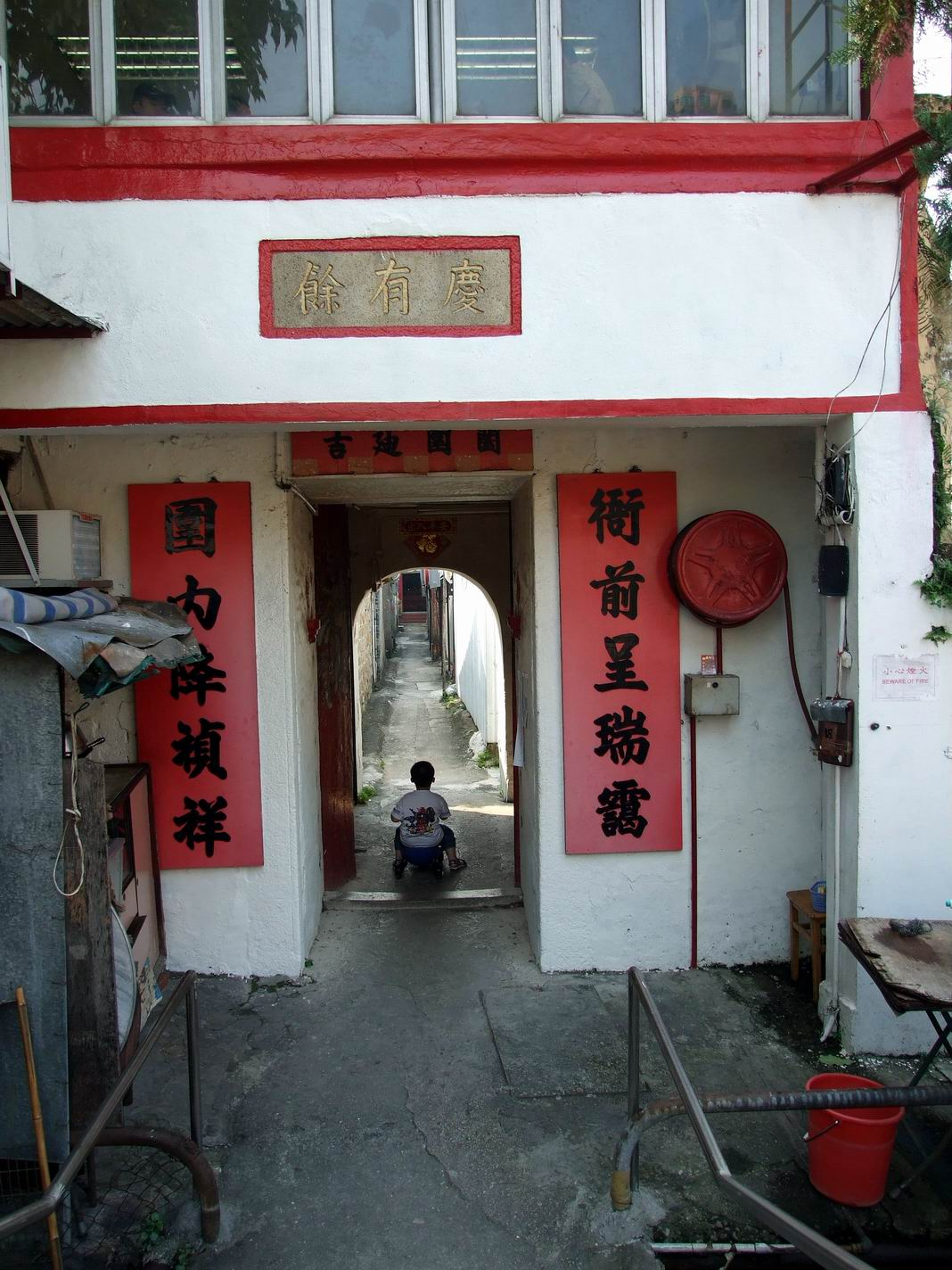
衙前圍村
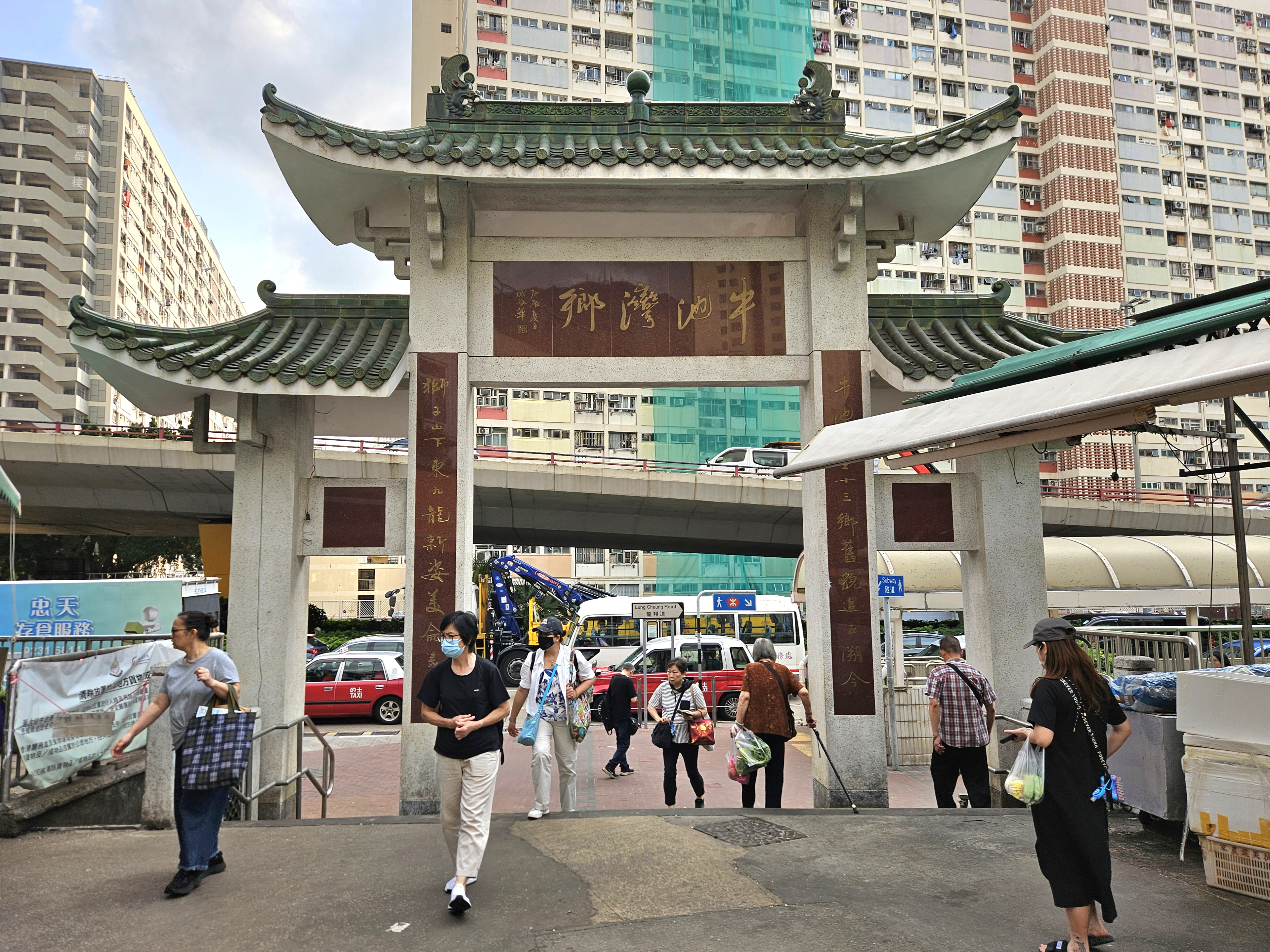
牛池灣鄉

### 大型商場

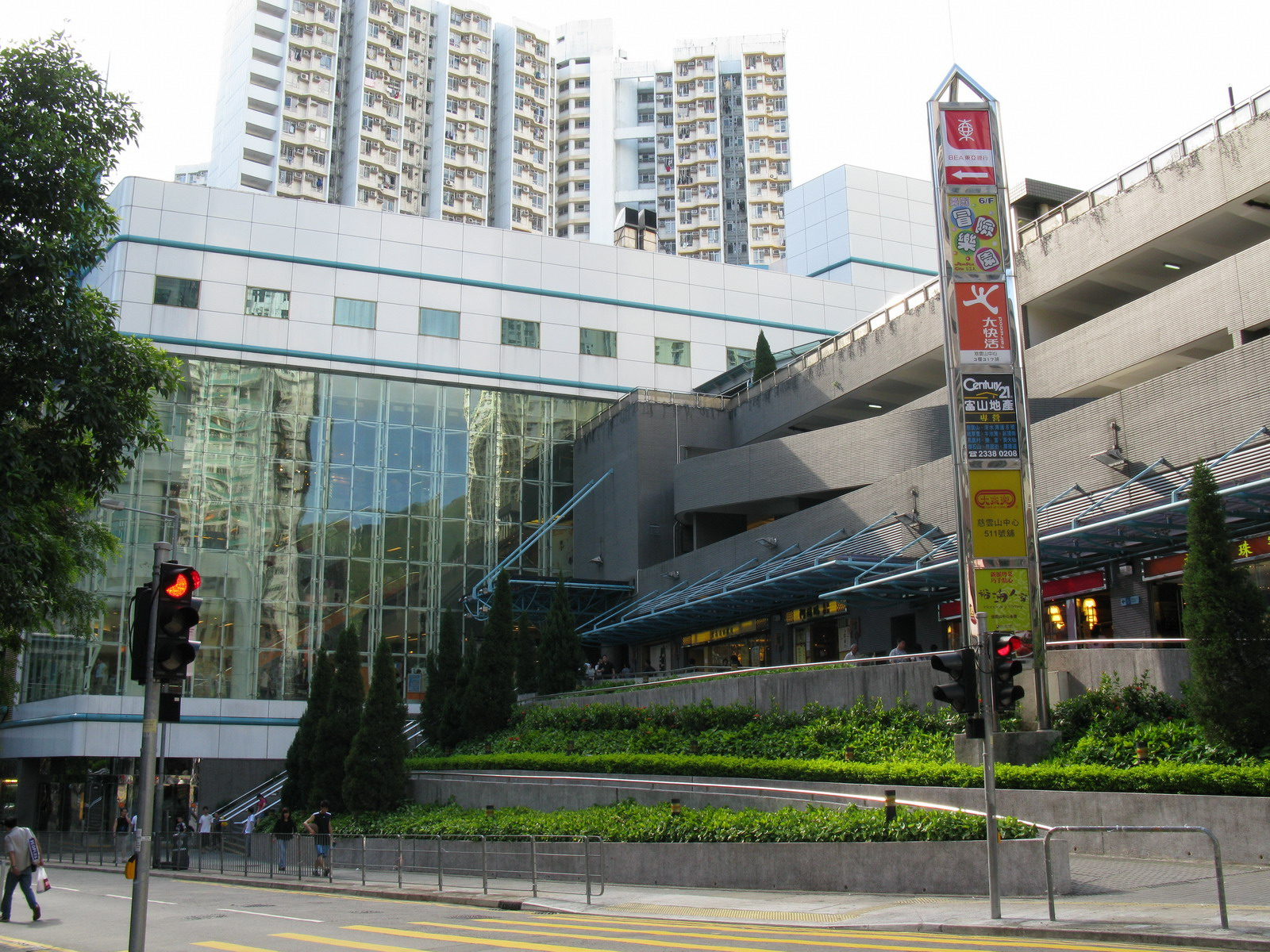
慈雲山中心（毓華街入口）

- 樂富廣場第一期及第二期
- 黃大仙中心北館及南館
- 荷活廣場
- 慈雲山中心
- Mikiki
- 翔盈里

## 公共設施

### 教育

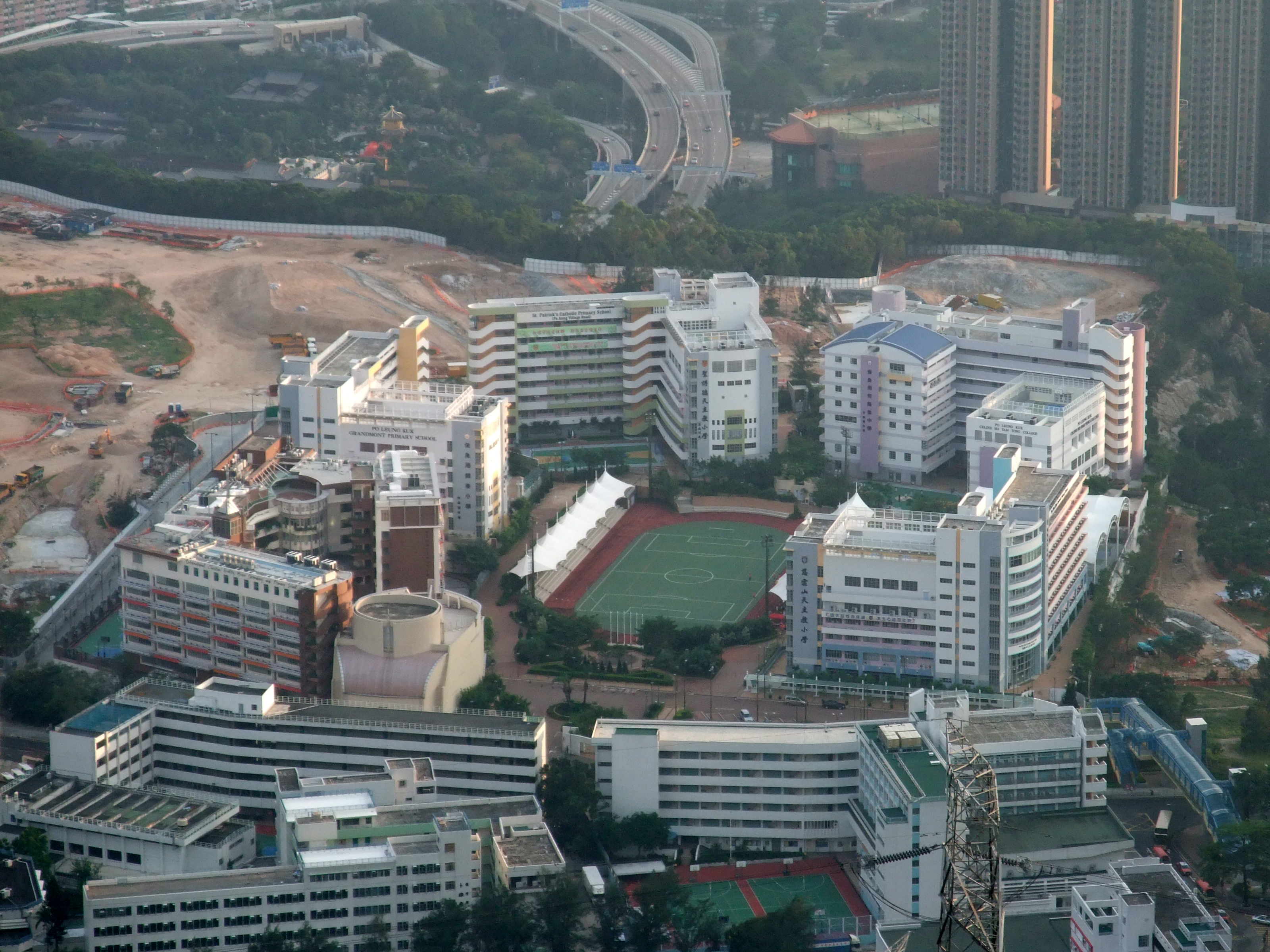
蒲崗村道學校村

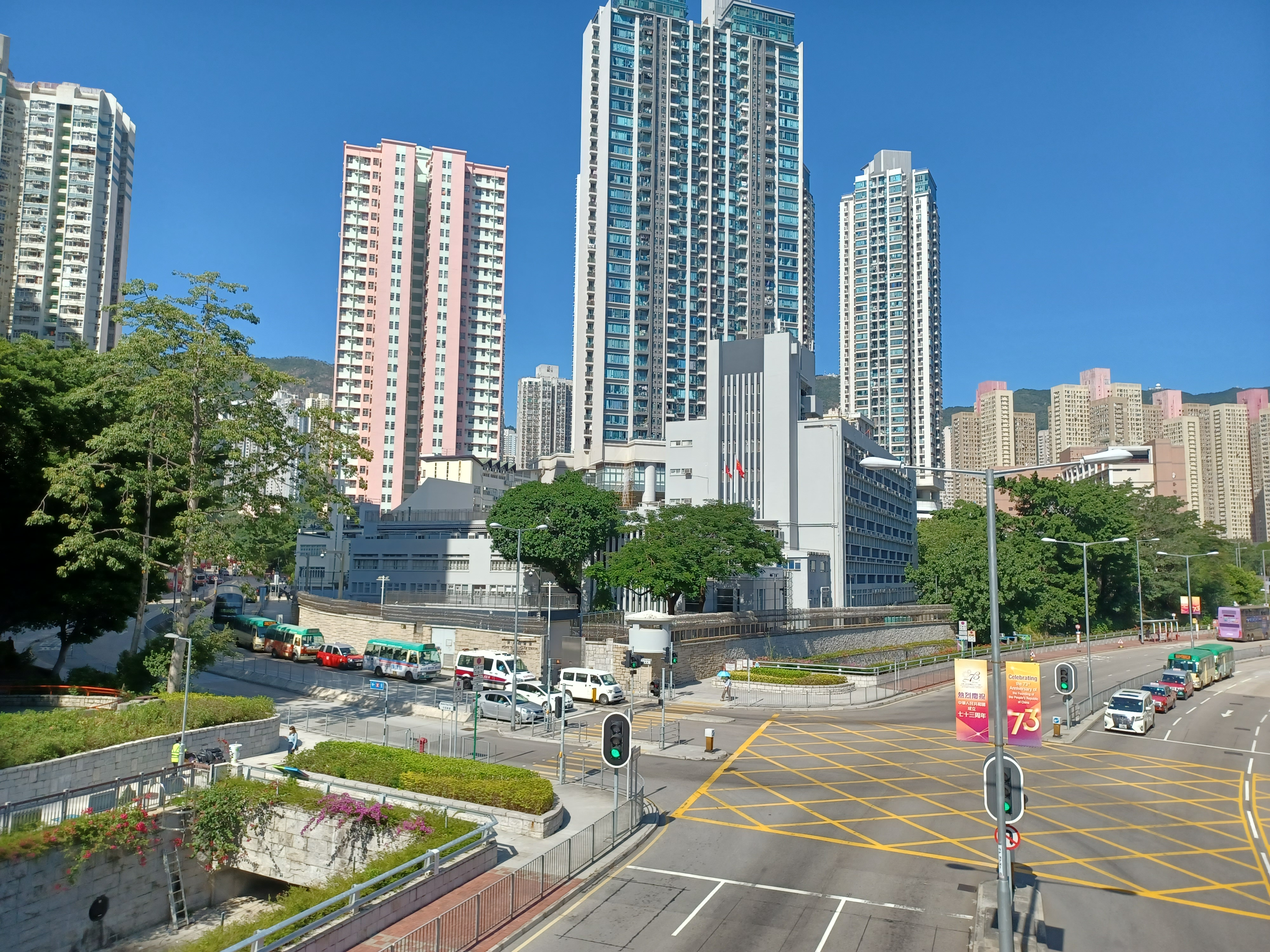
黃大仙警署

1960年代黃大仙區的教育機構與公共房屋緊密相連，不少學校建於七層徙置大廈的天台，其中部分包括：
黃大仙下邨
- 為道學校暨幼稚園（第24座）
- 黃大仙信生幼稚園（第27座）

樂富邨
- 培靈小學（第1座）
- 青年會小學（第2座）
- 使徒信心會小學（第7座）
- 生命堂小學（第8座）
- 慕光幼稚園（第20座）

橫頭磡邨
- 潮光小學暨幼稚園（第5座）
- 橫頭磡信義會小學（第10座）
- 橫頭磡神召會康樂幼稚園暨小學（第22座）

位於慈雲山的「蒲崗村道學校村」是香港首個最大型的學校村，於2002年9月2日正式啟用。學校村佔地3.75公頃，有3間小學、1間中學及1間私立音樂中小學，包括：
- 保良局錦泰小學
- 聖博德天主教小學（蒲崗村道）
- 慈雲山天主教小學
- 保良局何蔭棠中學
- 國際基督教優質音樂中學暨小學

各校共用小型足球場、有蓋籃球場、綠化緩跑徑、跳遠沙地及停車場等設施。

#### 大專院校
- 志蓮夜書院

### 醫療服務

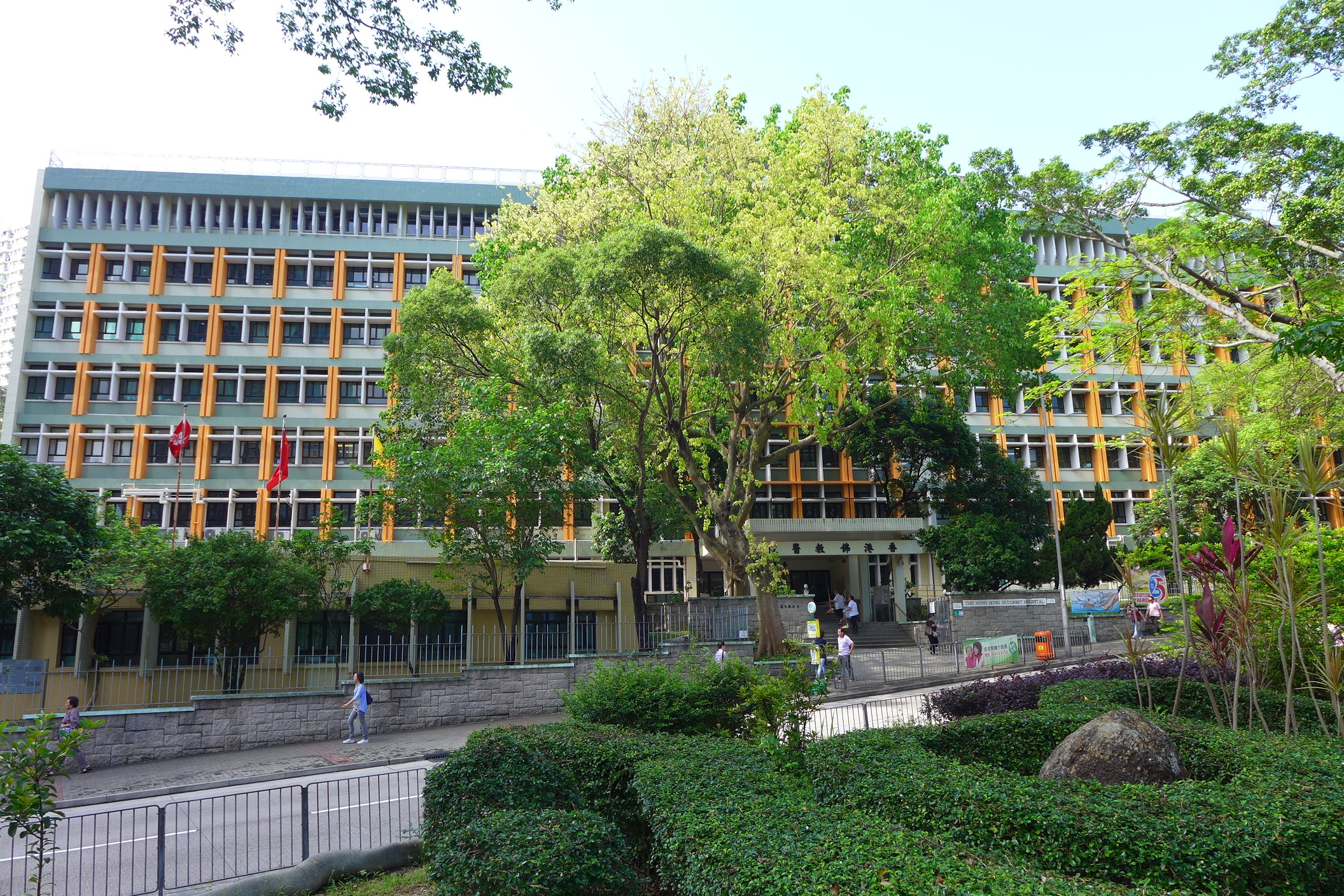
香港佛教醫院

1961年由「瑪利諾醫藥福利會」創辦的聖母醫院是區內首間醫院，其後「東華三院」於1965年創立東華三院黃大仙醫院，主要服務老人，現時已發展成一所康復醫院。香港佛教醫院則於1970年由「香港佛教聯合會」創辦。「嗇色園」在建立初期即開設藥局贈醫施藥，1980年擴建的醫藥局落成，增設西醫診所，而在1998年啟用的嗇色園社會服務大樓更設有護理安老院、西醫及牙醫診所、物理治療中心等。
公營醫院（九龍中醫院聯網）
- 聖母醫院– 非緊急醫院，提供不同專科的非緊急服務。（原屬九龍西醫院聯網）
- 東華三院黃大仙醫院– 延續護理醫院，提供復康及胸肺科服務。（原屬九龍西醫院聯網）
- 香港佛教醫院 – 社區醫院，設有普通科和延續護理服務。

公營診所
- 東九龍普通科門診診所
- 柏立基普通科門診診所
- 伍若瑜普通科門診診所
- 橫頭磡賽馬會普通科門診診所

### 安老殯葬
早在1926年天主教會「安貧小姊妹會」已開辦聖若瑟安老院，是香港首家獨立建築的安老院。1957年「志蓮淨苑」成立安老慈幼院。1950年政府在鑽石山撥出一塊土地給「東華三院」以換取其市區義山土地供發展用途，東華將原位於柴灣、何文田、牛池灣、茶果嶺等義山的骨殖遷葬鑽石山，於山頂設置「東華義塚」供總理行春秋二祭。1973年再獲撥地興建鑽石山殯儀館，於1977年正式啟用。

### 文娛康樂
啟德遊樂場在1965年開業，位於新蒲崗彩虹道，佔地20萬平方呎，擁有新穎的機動遊戲，更附設中西影院及劇場，媲美荔園遊樂場。而1966年開幕的麗宮戲院，有3,000座位，是香港最多座位的戲院，於1992年結業。區內的摩士公園於1967年10月全部建成，佔地15.8公頃，為九龍最大的公園。1996年開幕的斧山道游泳池面積接近兩公頃，室內及室外設有嬉水設施，深受孩子歡迎。
| 圖書館 - 樂富公共圖書館 - 龍興公共圖書館 - 新蒲崗公共圖書館 - 慈雲山公共圖書館 - 富山公共圖書館 - 牛池灣公共圖書館 - 流動圖書館 - 竹園南邨華園樓停車場 - 翠竹花園第六座側 - 鳳德邨銀鳳樓側 社區中心及會堂 - 牛池灣文娛中心 - 黃大仙社區中心 - 竹園社區中心 - 鳳德社區中心 - 彩雲社區中心 - 慈雲山社區會堂 | 康樂場地 - 摩士三號公園 - 東啟德遊樂場 - 石鼓壟道遊樂場 - 睦鄰街遊樂場 - 慈雲山邨中央遊樂場 - 慈雲山配水庫遊樂場 - 樂華街遊樂場 - 彩虹道遊樂場 - 景福街遊樂場 - 黃大仙配水庫遊樂場 - 慈雲山道遊樂場 - 樂富遊樂場 - 馬仔坑遊樂場 - 東啟德遊樂場 體育館 - 東啟德體育館 - 摩士公園體育館 - 竹園體育館 - 彩虹道體育館 - 牛池灣體育館 - 蒲崗村道體育館 | 游泳池 - 摩士公園游泳池 - 斧山道游泳池 公園 - 牛池灣公園 - 摩士公園 - 斧山公園含南蓮園池 - 鳳德公園 - 蒲崗村道公園 - 大磡活水公園及文化大道（興建中） 草地球場 - 斧山運動場 - 樂富遊樂場 - 摩士三號公園 - 馬仔坑遊樂場 |

## 旅遊景點

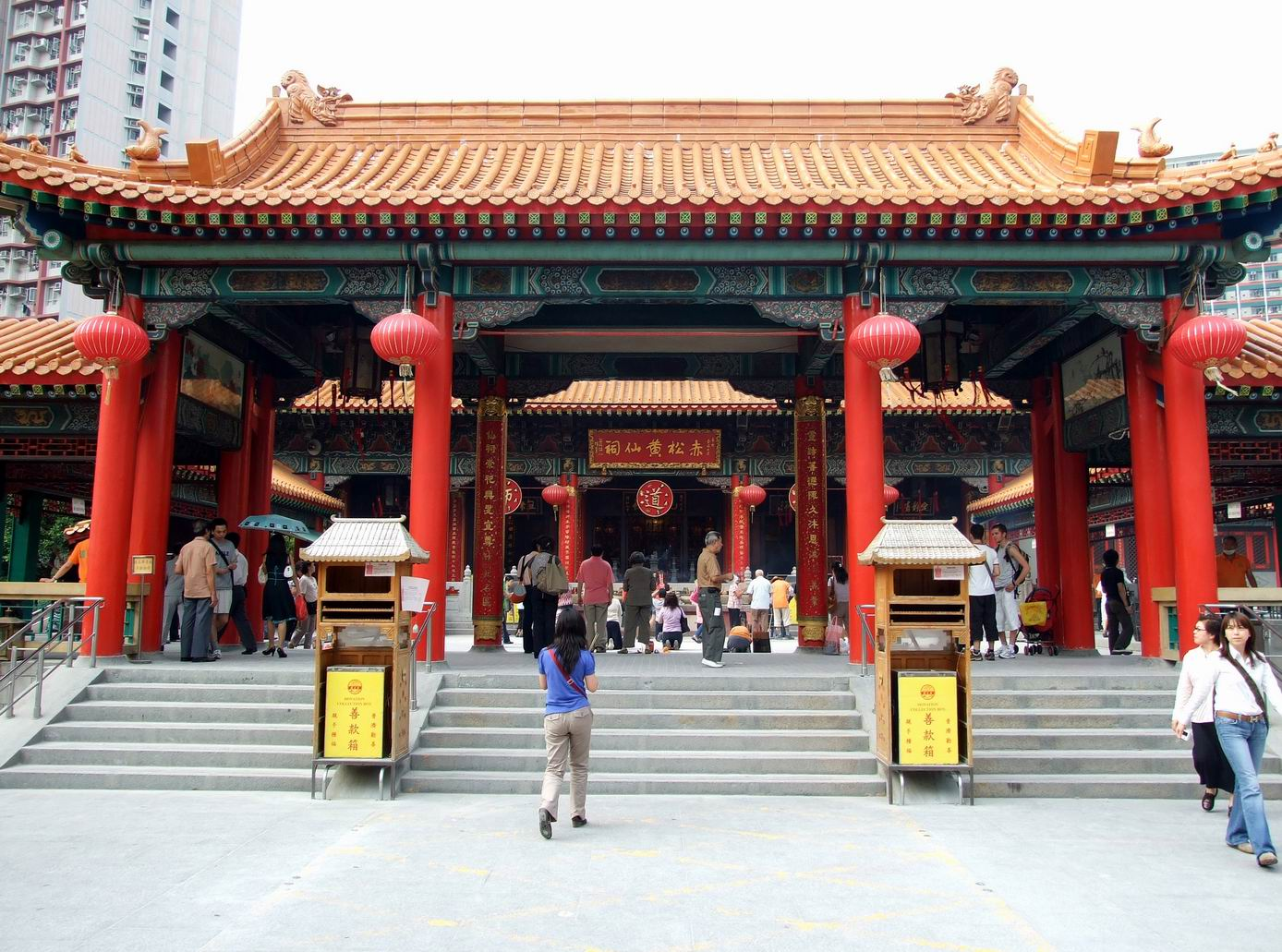
黃大仙祠

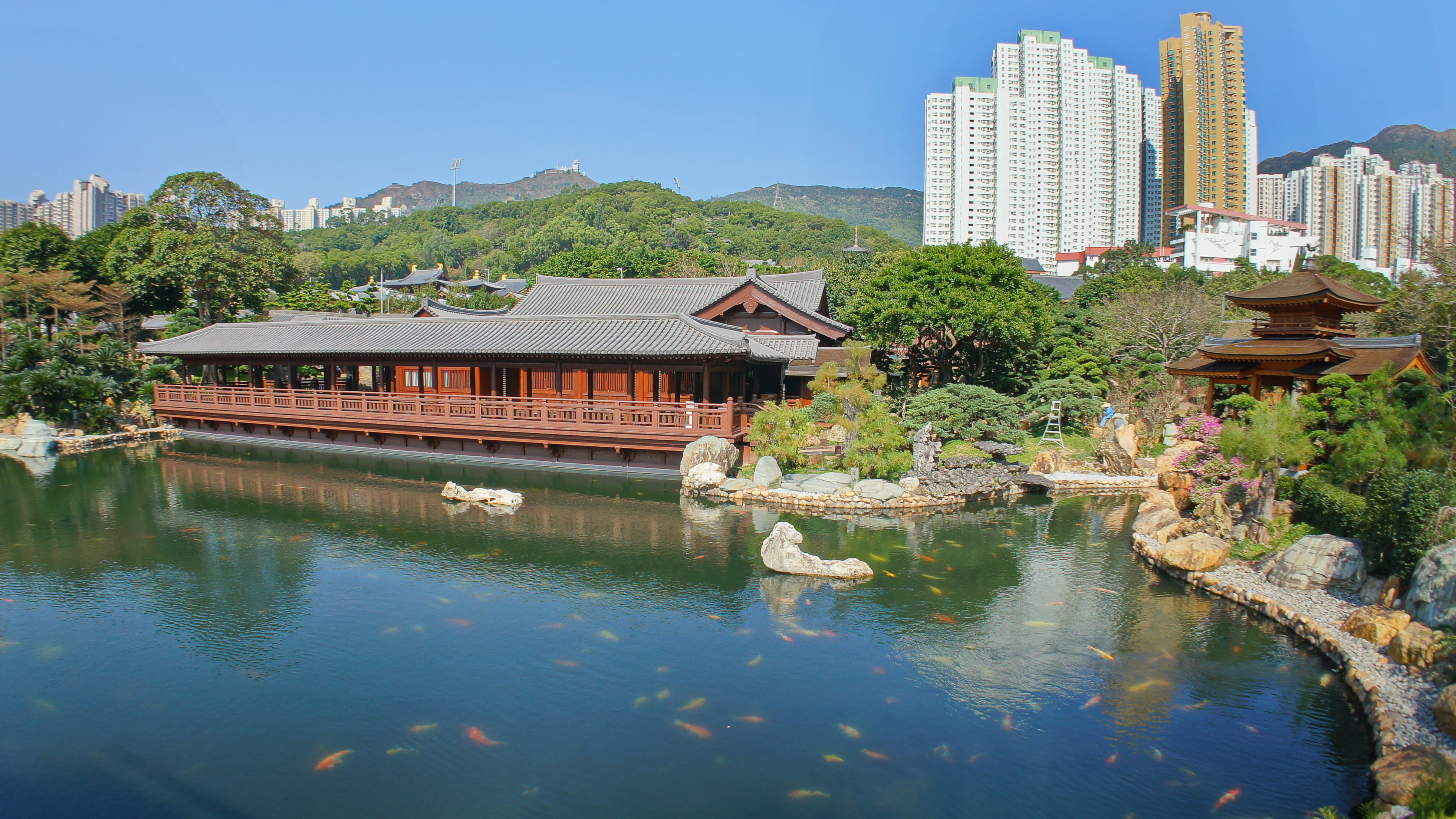
南蓮園池

- 赤松黃大仙祠
- 慈雲山法藏寺
- 慈雲閣
- 慈雲山觀音廟
- 賓霞洞
- 志蓮淨苑及南蓮園池
- 牛池灣鄉及牛池灣萬佛堂
- 聖若瑟安老院
- 牛池灣三山國王廟
- 衙前圍村及衙前圍村天后廟
- 侯王古廟
- 慈德社天后古廟

### 節日特色
- 頭炷香：農曆新年除夕夜，善信往黃大仙祠排隊，於踏入新年第一刻插上第一爐香。
- 天忌：每年正月初九，衙前圍村村民抬著草龍船巡行全村，以驅除污穢及帶來好運。
- 三山國王誕：農曆二月二十五日
- 侯王誕：農曆六月十六日
- 盂蘭勝會：農曆七月，主要由黃大仙區潮籍街坊主辦，規模較大的有「東頭邨盂蘭勝會」、「黃大仙、新蒲崗、鳳凰村潮僑街坊盂蘭會」等。
- 黃大仙誕：農曆八月廿三日
- 七約太平清醮：每10年一屆，於十月底舉行。

## 經濟發展

### 商業
旅遊業
不少旅客喜歡前往黃大仙祠、志蓮淨苑等景點參觀，加上該區有不少地道美食和茶餐廳，亦帶動了附近商鋪的營業額。

### 工業
採石業
鑽石山石礦場有超過一世紀的開採歷史，於1993年才停業。
製造業
新蒲崗工廠區，位於彩虹道及太子道東之間，主要為製衣廠。
電影業
1940至1950年代黃大仙區有多個製片廠，位於鑽石山的「大觀片場」是早年粵語片主要拍攝基地，九龍城則有「世光」、「友僑」等。而位於牛池灣斧山道的「永華片場」於1970年代租給嘉禾電影，並改名「嘉禾製片廠」，吸引無數日本影迷在外守候成龍。

## 交通

### 港鐵
- █  觀塘綫：樂富站、黃大仙站、鑽石山站、彩虹站
- █  屯馬綫：鑽石山站

### 道路
幹線道路
- 2號幹線：大老山隧道
- 7號幹線：龍翔道

市區道路
- 彩虹道
- 太子道東
- 清水灣道
- 蒲崗村道
- 東頭邨道

### 巴士
巴士
專線小巴
紅色公共小巴
- 約有12條公共小巴路線。部分於區內行走，亦有路線往來佐敦道、旺角、紅磡、青山道甚至荃灣等地。

### 未來
港鐵
- █  東九龍智慧綠色集體運輸系統：彩虹站、彩雲站（規劃中，2020年未有動工計劃）

## 註腳
1. 1 2 3  黃大仙區
2. ↑  樂富邨屬黃大仙區管轄範圍
3. ↑  靳文謨等編纂，《新安縣志》（康煕27年[1688年]刊本），卷三〈地理志〉，頁11a
4. ↑  舒懋官等編纂，《新安縣志》（嘉慶廿四年[1819年]刊本，中國方志叢書．華南地方171號台北：成文出版社，1974年），卷2〈都里〉，頁98
5. ↑  .   [2020-07-17]. （原始内容存档于2021-05-03）.
6. ↑  .   [2025-01-01]. （原始内容存档于2019-08-18）.
7. ↑  . 香港旅遊發展局.   [2018-11-20]. （原始内容存档于2020-05-11）.
8. ↑  .   [2010-11-28]. （原始内容存档于2010-11-24）. 中原地圖 - 樓宇組群
9. ↑  .   [2015-03-19]. （原始内容存档于2021-02-08）.

## 外部連結
22°20′01″N 114°11′49″E / 22.33361°N 114.19694°E
- 黃大仙區分界圖 （页面存档备份，存于）